# Raquel Varela

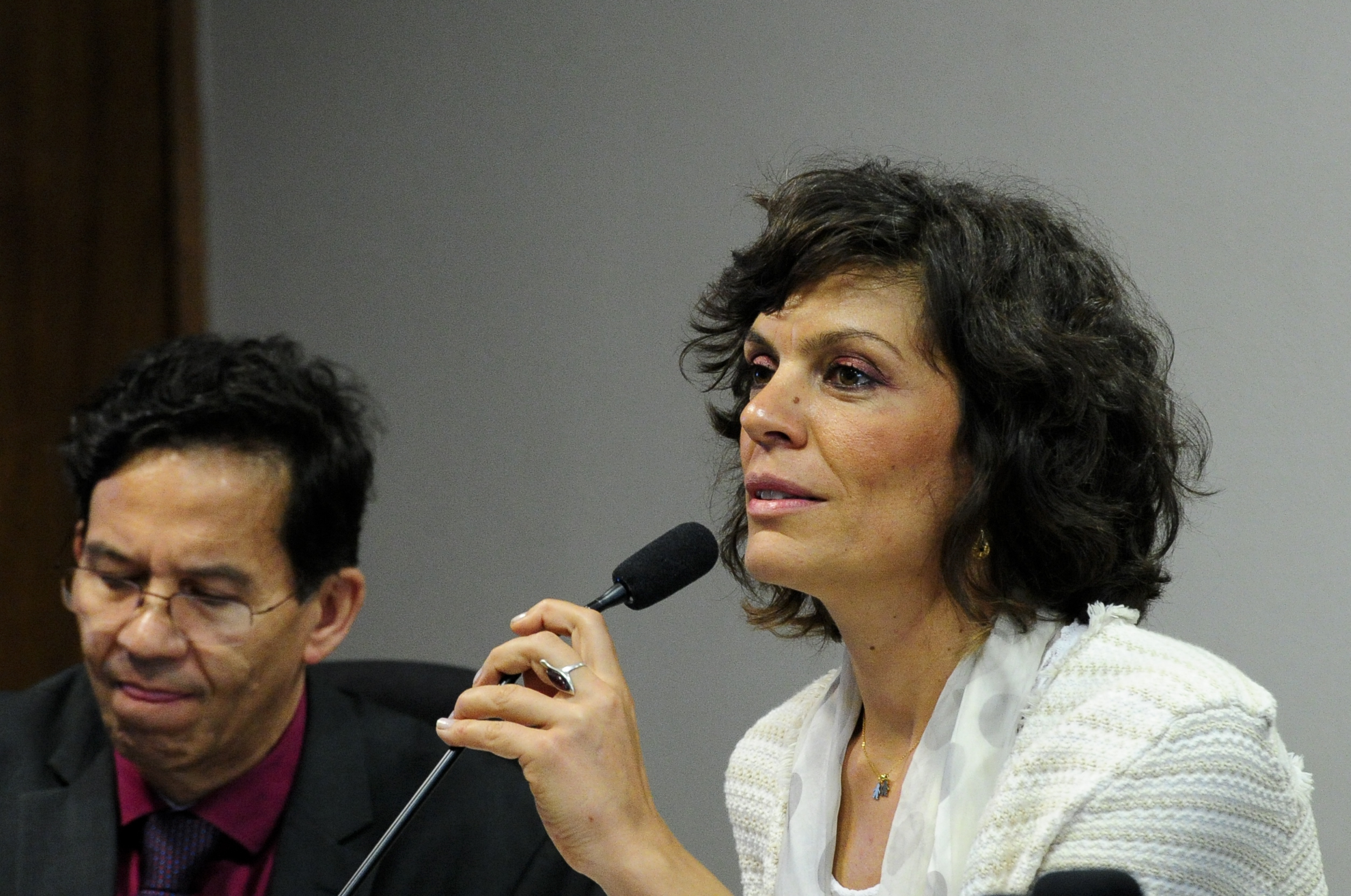
Raquel Varela, in der Menschenrechtskommission des Brasilianischen Bundessenats (2017)

Raquel Cardeira Varela (* 1978) ist eine portugiesische Historikerin, Hochschullehrerin und Autorin. Sie ist einer breiteren Öffentlichkeit in Portugal sowohl als Autorin als auch als regelmäßige Kommentatorin und Diskussionsteilnehmerin des öffentlich-rechtlichen portugiesischen Fernsehens RTP bekannt. Ihr Forschungsschwerpunkt sind die Lohnarbeit und damit verbundene Themen.

## Wissenschaftliche Arbeit
Sie lehrt und forscht an der Universidade Nova de Lisboa, wo sie mit einer Arbeit zur Rolle der Kommunistischen Partei Portugals in der Nelkenrevolution promoviert wurde (2011 bei Editora Bertrand als Buch erschienen).
Sie war Gastprofessorin an der Universidade Federal Fluminense in Rio de Janeiro und ist Fellow am Internationalen Institut für Sozialgeschichte in Amsterdam, wo sie zudem das internationale Projekt In The Same Boat? Shipbuilding industry, a global labour history koordiniert.
2013 erhielt sie den Santander Prize for Internationalization of Scientific Production, 2014 war sie wissenschaftliche Beraterin der offiziellen Gedenkfeiern zum 40. Jahrestag der portugiesischen Nelkenrevolution. Zudem ist sie eingeladene Gastautorin bei Pluto Press, einem Verlag in London, der sich der internationalen Arbeitergeschichte widmet.
Varela hat über  25 Bücher geschrieben oder koordiniert zu Themenbereichen wie die Sozialversicherung Portugals, soziologische Geschichte, Gewerkschaften, Themen der Politikwissenschaften oder auch zur Nelkenrevolution, dazu kommen über 50 Artikel in  geschichtswissenschaftlichen, soziologischen, politikwissenschaftlichen und sozialwissenschaftlichen Fachpublikationen (Stand März 2020).

## Fernsehen
Varela ist häufiger im portugiesischen Fernsehen zu sehen. Neben Gastauftritten als Expertin oder Kommentatorin zu aktuellen Themen oder Geschehnissen ist sie vor allem in regelmäßigen, meist politischen Talkrunden zu sehen, ganz überwiegend in Kanälen des öffentlich-rechtlichen Fernsehens RTP.
So gehörte sie zum festen Stamm der Diskussionsrunde in der Sendereihe Barca do Inferno (dt.: Barke der Hölle), in der von 2014 bis 2015 aktuelle Themen kontrovers bis polemisch diskutiert wurden.
Zu nennen auch die Diskussionsrunde O Último Apaga a Luz (dt. Der letzte macht das Licht aus), in der sie zu den vier Fachleuten gehört, die wöchentlich am Montagabend die aktuelle Berichterstattung in der Medienlandschaft Portugals analysieren. Auch in Livesendungen mit Publikumsbeteiligungen wie Prós e Contras auf RTP1 ist sie regelmäßiger Gast.

## Werke (Auswahl)
- Don’t Fuck My Job. Edições Humus, 2019.
- História do Serviço Nacional de Saúde. Âncora Editora, 2019.
- 25 de Abril – Roteiro da Revolução. Parsifal PT, 2017.
- Breve História da Europa. Editora Bertrand, 2016.
- Para Onde Vai Portugal? Editora Bertrand, 2015.
- A Segurança Social é Sustentável. Editora Bertrand, 2013.
- Quem Paga o Estado Social em Portugal? Editora Bertrand, 2012.
- A História do PCP na Revolução dos Cravos. Editora Bertrand, 2011.